# Nesta Carter
Nesta Carter (ur. 11 października 1985 w Banana Ground, w regionie Manchester) – jamajski lekkoatleta, sprinter.
Złoty medalista Igrzysk Olimpijskich w Londynie, Mistrzostw Świata w Daegu oraz Mistrzostw Świata w Pekinie (wszystkie w sztafecie 4 × 100 metrów). W Londynie reprezentacja Jamajki z czasem 36,84 s pobiła rekord świata. W 2013 sięgnął po brąz w biegu na 100 metrów podczas mistrzostw świata w Moskwie.
Podczas Igrzysk Olimpijskich w 2008 zdobył złoty medal  w sztafecie 4 x 100. Podczas biegu finałowego Jamajczycy ustanowili rekord świata (37,10 s), jednak 25 stycznia 2017 zostali go pozbawieni w związku z wykryciem u Nesty Cartera metyloheksanaminy.

## Sukcesy
| Rok  | Zawody                    | Miasto    | Miejsce | Konkurencja        | Czas  |
| ---- | ------------------------- | --------- | ------- | ------------------ | ----- |
| 2007 | Mistrzostwa Świata        | Osaka     |         | Sztafeta 4 × 100 m | 37,89 |
| 2008 | Światowy Finał IAAF       | Stuttgart |         | Bieg na 100 m      | 10,07 |
| 2010 | Halowe mistrzostwa świata | Doha      | 7.      | Bieg na 60 m       | 6,72  |
| 2011 | Mistrzostwa Świata        | Daegu     |         | Sztafeta 4 × 100 m | 37,04 |
| 2012 | Halowe mistrzostwa świata | Stambuł   |         | Bieg na 60 m       | 6,54  |
| 2012 | Igrzyska olimpijskie      | Londyn    |         | Sztafeta 4 × 100 m | 36,84 |
| 2013 | Mistrzostwa Świata        | Moskwa    |         | Bieg na 100 m      | 9,95  |
| 2013 | Mistrzostwa Świata        | Moskwa    |         | Sztafeta 4 × 100 m | 37,36 |
| 2014 | Halowe mistrzostwa świata | Sopot     | 7.      | Bieg na 60 m       | 6,57  |
| 2014 | IAAF World Relays         | Nassau    |         | Sztafeta 4 × 100 m | 37,77 |
| 2015 | Mistrzostwa Świata        | Pekin     |         | Sztafeta 4 × 100 m | 37,36 |

## Rekordy życiowe
- bieg na 100 metrów – 9,78 (2010)
- bieg na 200 metrów – 20,25 (2011)
- bieg na 60 metrów (hala) – 6,49 (2012)